# Карлстад
Карлстад (швед. Karlstad) град је у Шведској, у западном делу државе. Град је у оквиру Вермландског округа и његово је управно седиште и највећи град. Кристинехамн је истовремено и седиште истоимене општине.
Карлстад је најосуначнији град у Шведској.

## Природни услови
Карлстад се налази у западном делу Шведске и средишњем делу Скандинавског полуострва. Од главног града државе, Стокхолма, град је удаљен 310 км западно. 
Рељеф: Карлстад се развио на северној обали највећег шведског језера Ветерн, у невеликој приобалној равници. Како се град ширио, он је запосело и околне брегове, па је данас градско подручје је махом бреговито, а надморска висина се креће 45-80 м.
Клима у Карлстаду је континентална са утицајем мора и крајњих огранака Голфске струје. Стога су зиме блаже, а лета свежија у односу на дату географску ширину.
Воде: Посебност града је његов положај у односу на хидрологију. Карлстад се образовао у делти реке Кларелвен, при њеном утоку у језеро Ветерн (на његовој северној страни). Стога је старо градско језгро бна више малих острба, између којих се пружају рукавци.

## Историја
Подручје Карлстада било је насељено још у време праисторије. Прво стално насеље на датом подручју јавља се у око 1000. године. У почетку је то било трговиште. 
Карлстад, као градско насеље, је основао краљ Карл IX 1584. године. Тада је град бројао 45 кућа.
Као и многи други стари шведски градови, Карлстад је доживео више већих пожара. 1865. у једном пожару изгорео је готово цео град. После тога, град је обновљен са правилнијом уличном мрежом.
Карлстад доживљава препород у другој половини 19. века са доласком индустрије и железнице. Ово благостање траје и дан-данас.
Од 1999. године Карлстад има свој универзитет са око 11.000 студената. Такође, изван Карлстада постоји аеродром. 

## Становништво
Карлстад је данас град средње величине за шведске услове. Град има око 62.000 становника (податак из 2010. г.), а градско подручје, тј. истоимена општина има око 86.000 становника (податак из 2010. г.). Последњих деценија број становника у граду расте.
До средине 20. века Карлстад су насељавали искључиво етнички Швеђани. Међутим, са јачањем усељавања у Шведску, становништво града је постало шароликије, али опет мање него у случају већих градова у држави.

## Привреда
Данас је Карлстад савремени град са посебно развијеном индустријом. Последње две деценије посебно се развијају трговина, услуге и туризам.

## Знаменитости
Карлстад има добро очувано старо градско језгро, чија је основна препознатљивост положај на више острва у делти реке Кларелвен.

## Галерија
- Град и река
- Градско позориште
- Карлстадска саборна црква
- Градска библиотека